# Ormosia tenuispinosa
Ormosia tenuispinosa är en tvåvingeart som beskrevs av Alexander 1936. Ormosia tenuispinosa ingår i släktet Ormosia och familjen småharkrankar. Inga underarter finns listade i Catalogue of Life.